# Lucy Dacus
Lucy Dacus (Norfolk, 2 maggio 1995) è una cantautrice statunitense.

## Biografia
Dopo essersi diplomata, Lucy Dacus ha iniziato a studiare cinema alla Virginia Commonwealth University, che ha in seguito abbandonato per dedicarsi alla carriera musicale.
Si è esibita per la prima volta a New York nel marzo 2015 e il suo singolo di debutto, I Don't Wanna Be Funny Anymore, è stato diffuso nel novembre successivo. Il suo primo album in studio, No Burden, registrato a Nashville e prodotto da Collin Pastore e Jacob Blizard, è stato originariamente pubblicato su etichetta EggHunt Records il 26 febbraio 2016. Quando ha firmato per l'etichetta Matador Records, il disco è stato ripubblicato in data 9 settembre 2016 ed ha ricevuto grandi consensi da parte della critica specializzata. Nello stesso anno si è esibita al Lollapalooza, ha fatto il suo debutto televisivo nel programma televisivo CBS This Morning ed ha registrato delle esibizioni per il Tiny Desk Concert di NPR. Nell'ottobre 2016 ha cantato al festival London Calling ad Amsterdam, in sostituzione dei The Duke Spirit, costretti ad annullare la loro performance.
Il secondo album in studio della cantante,  intitolato Historian, è stato reso disponibile il 2 marzo 2018 ed è stato anch'esso acclamato dalla critica musicale. Nel medesimo anno ha formato il gruppo Boygenius con le cantanti Phoebe Bridgers e Julien Baker; hanno pubblicato tre brani ad agosto ed un EP eponimo a novembre. Nel giorno di San Valentino 2019 ha pubblicato una reinterpretazione della canzone La Vie en rose, la prima di una serie per onorare le festività più importanti.

## Discografia

### Album in studio
- 2016 – No Burden
- 2018 – Historian
- 2021 – Home Video
- 2025 – Forever Is a Feeling

### EP
- 2016 – Lucy Dacus on Audiotree Live
- 2019 – 2019

### Singoli
- 2016 – I Don't Wanna Be Funny Anymore
- 2016 – Strange Torpedo
- 2018 – Night Shift
- 2018 – Addictions
- 2019 – La Vie en rose
- 2019 – My Mother & I
- 2019 – Forever Half Mast
- 2019 – Dancing in the Dark
- 2019 – In the Air Tonight
- 2019 – Last Christmas
- 2019 – Fool's Gold
- 2021 – Thumbs
- 2021 – Hot & Heavy
- 2021 – Vbs
- 2021 – Brando